# Artediellus
Artediellus là một chi cá bống biển nguồn gốc ở miền bắc Thái Bình Dương.

## Loài
Hiện có 15 loài ghi nhận trong chi này:
- Artediellus aporosus Soldatov, 1922
- Artediellus atlanticus D. S. Jordan & Evermann, 1898 (Atlantic hookear sculpin)
- Artediellus camchaticus C. H. Gilbert & Burke, 1912
- Artediellus dydymovi Soldatov, 1915
- Artediellus fuscimentus D. W. Nelson, 1986
- Artediellus gomojunovi Taranetz, 1933
- Artediellus ingens D. W. Nelson, 1986
- Artediellus miacanthus C. H. Gilbert & Burke, 1912
- Artediellus minor (M. Watanabe, 1958)
- Artediellus neyelovi Muto, Yabe & Amaoka, 1994
- Artediellus ochotensis C. H. Gilbert & Burke, 1912
- Artediellus pacificus C. H. Gilbert, 1896 (Hookhorn sculpin)
- Artediellus scaber Knipowitsch, 1907 (Hamecon)
- Artediellus schmidti Soldatov, 1915
- Artediellus uncinatus (J. C. H. Reinhardt, 1834) (Arctic hookear sculpin)

## Hình ảnh

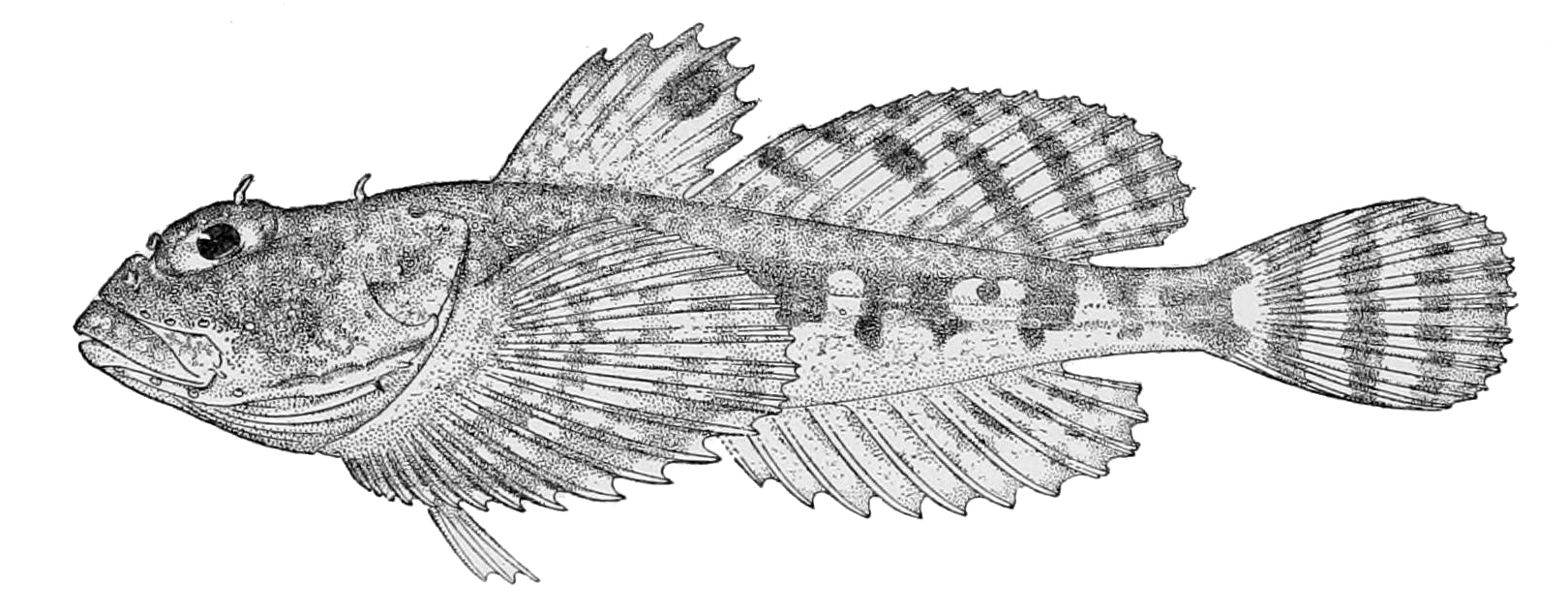
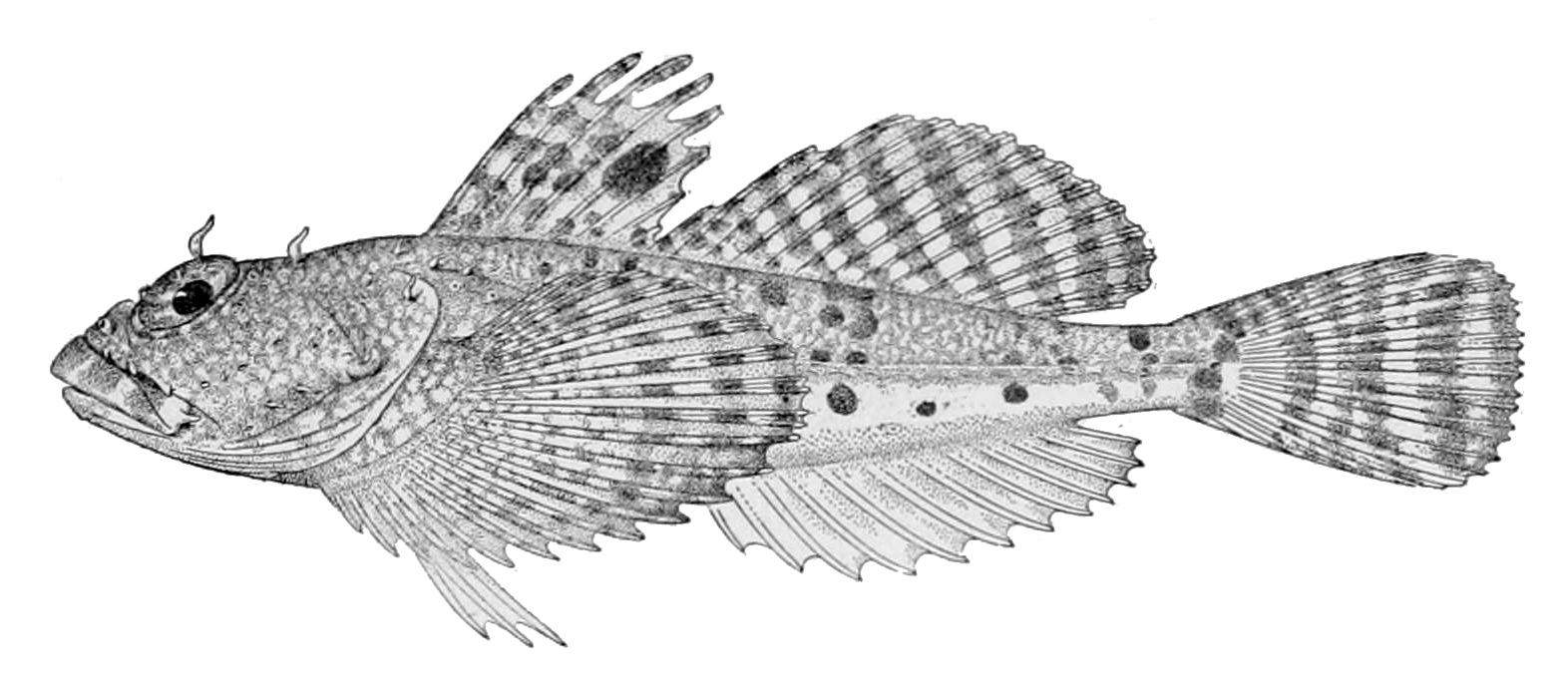
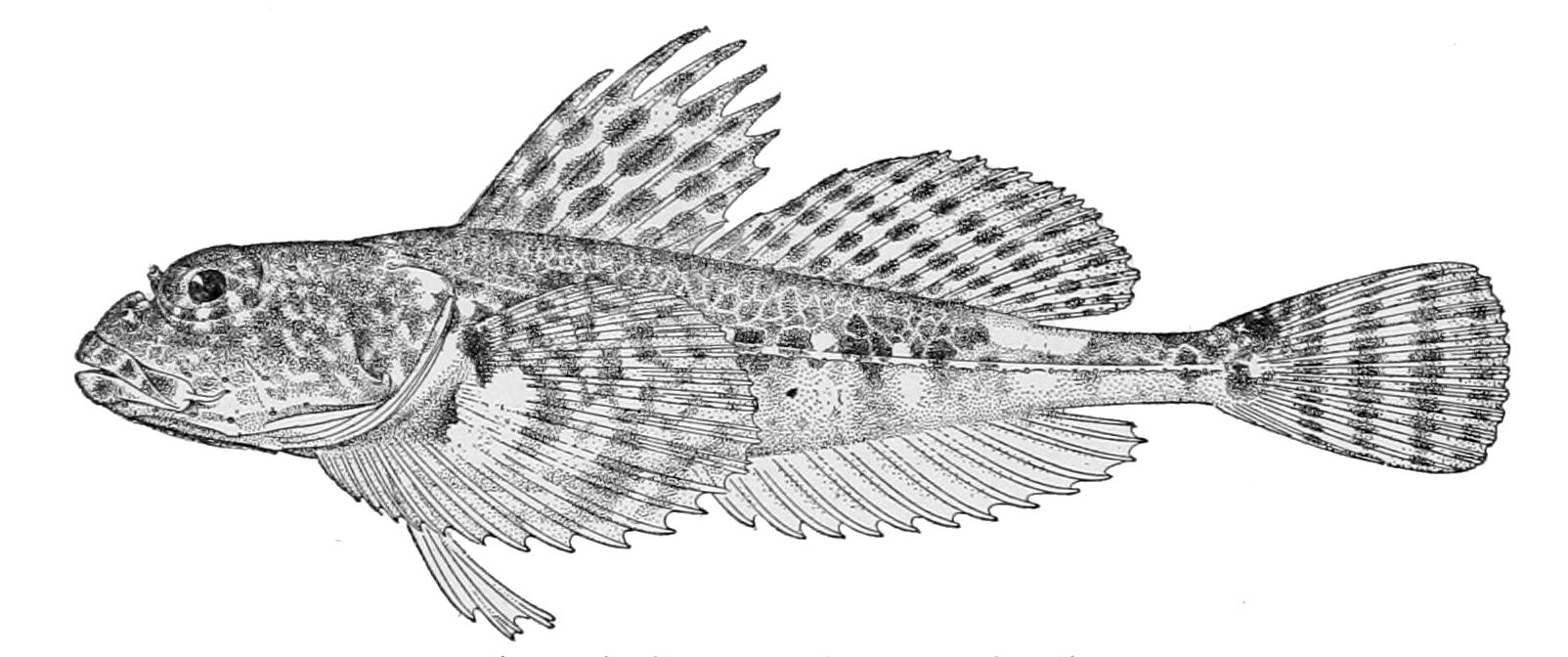